# Алфред Бине
Алфред Бине (на френски: Alfred Binet) е френски психолог, един от създателите на първата метрична стълбица за измерване на интелигентността.

## Биография
Роден е на 8 юли 1857 година в Ница, Франция. Посвещава се на психологията, след като работи като постановчик в театър, получава степен лисансие по право и придобива докторска степен по естествени науки.
По време на престоя си в Париж среща Жан Шарко и под негово ръководство изучава хипнозата. Постъпва като препаратор в лабораторията по физиологична психология в Сорбоната и четири години по-късно става неин директор. Интересуват го всички мисловни процеси, но се посвещава най-вече на изучаването на интелигентността, която се опитва да обхване възможно най-всестранно. Изучава израженията на физиономията, аспектите на главата и тялото, занимава се с графология и с интелигентността у децата. Събира голяма част от данните си, като изследва собствените си дъщери – кара ги да решават задачи и да разказват за стъпките, които са минали в процеса на решаването. Всичко това води до концепцията му за „интелигентността“. Той осъзнава, че у децата съществуват значими индивидуални различия. Но той е остро критичен към медицинската професия, че приема умствената изостаналост като болест.
В сътрудничество с Виктор Хенри, Бине установява, че има различни типове памет: зрителна, за числа, музикална и за изречения. Съвместно те разработват тестове за измерване на тези различни типове памет.
През 1904 г. френското Министерство на образованието назначава комитет, който да направи препоръки за промени в образованието на бавноразвиващите се деца в парижките училища. Решението те да се отделят в специализирани училища е зависело от разработването на някакви средства за идентифицирането им. На Бине е възложено да разработи тест, който става първата метрична скала на интелигентността (E.M.I.). Този тест се появява през 1905 г. в резултат на сътрудничеството между Бине и Теодор Симон и до 1911 г. Бине не спира да го усъвършенства. Подрежда задачите не само по трудност, но и според възрастта, на която средното дете би могло да ги реши, така може да се изчисли умствената възраст на детето, независимо от биологическата му възраст. Световният успех на теста, дължащ се до голяма степен на неговата простота, е в основата на развитието на цялата психометрия. Произведението на Бине „Модерните идеи относно децата“ (1909) представлява неговото педагогическо завещание.
Умира на 18 октомври 1911 година в Париж на 54-годишна възраст.

## Книги и статии
на български език
- с Шарл Фере. Животенъ магнетизмъ въ человека. Печатница Напредък, 1896
- с Уилям Щерн. Разсеяност и внимание. Диференциална психология. Изд. Бр. Г. Дюлгерови, 1908
- Детските способности. сп. Свободно възпитание, 1924, год. 2, кн. 7.
- Детето и бъдещето. Апостолов и сие, 1928
- Механизъмъ на мисленето. Приносъ къмъ експерименталната психология. Книгоиздателство Акация, 1929
- с Теодор Симон. Измерване на интелигентностьта у децата. София, 1936